# Delomerista lepteces
Delomerista lepteces là một loài tò vò trong họ Ichneumonidae.